# Jesús Yagüe Arechavaleta
Jesús Yagüe Arechavaleta   (Portugalete, 12 de desembre de 1937 - Madrid, 31 de març de 2021) fou un director de cinema i guionista espanyol.

## Biografia
Jesús Yagüe Arechavaleta va néixer en Portugalete, un municipi situat a la província de Biscaia, en el País Basc.
Des de molt jovenet va mostrar un gran interès pel setè art, treballant al principi com a ajudant de direcció i script per a altres directors.
Els seus primers projectes particulars són curts de temàtica documental. Pel curt Los seis días de 1964, fou guardonat amb el Premio Nacional de Cinematografía i amb el Premi Federación de Deportes.
En 1965 va dirigir el seu primer llargmetratge titulat Megatón Ye-Ye. Quatre anys després, rodaria la seva pel·lícula més personal, Los escondites, que seria fins i tot programada per al Festival de Sitges l'any 2016, en estar dins de la filmografia de Terele Pávez que va rebre un premi homenatge en aquest festival.
Amb els anys 70 i el cinema de destape, va realitzar els seus llargmetratges més populars. No obstant això, va tenir algunes topades amb els productors per desacords artístics. D'aquesta època són les seves pel·lícules més conegudes com a Préstame tu mujer.
En 1971 va iniciar la seva labor com a director de sèries de televisió, on va arribar a treballar fins que es va retirar en 1995.

## Filmografia

### Cinema
| Any  | Títol                        | Tipus                                 |
| ---- | ---------------------------- | ------------------------------------- |
| 1964 | Vivir en Castilla            | Curtmetratge documental               |
| 1964 | Vivir por un 7 de julio      | Curtmetratge                          |
| 1964 | Un escenario Blanco          | Curtmetratge documental               |
| 1964 | Sevilla otro año             | Curtmetratge documental               |
| 1964 | Los seis días                | Curtmetratge documental               |
| 1964 | Domingo de julio             | Curtmetratge                          |
| 1965 | Megatón Ye-Ye                | Llargmetratge                         |
| 1966 | Tres perros locos, locos     | Llargmetratge                         |
| 1967 | Pamplona en Hemingway        | Curtmetratge documental per televisió |
| 1968 | Los flamencos                | Llargmetratge                         |
| 1969 | Los escondites               | Llargmetratge                         |
| 1976 | La mujer es cosa de hombres  | Llargmetratge                         |
| 1977 | Más fina que las gallinas    | Llargmetratge                         |
| 1978 | Cara al sol que más calienta | Llargmetratge                         |
| 1981 | Préstame a tu mujer          | Llargmetratge                         |

### Televisió
| Període   | Títol                            | Episodis   |
| --------- | -------------------------------- | ---------- |
| 1971      | Del dicho al hecho               | 13         |
| 1971-1972 | Las doce caras de Eva            | 12         |
| 1972      | Aventuras y desventuras de Mateo | 25         |
| 1972-1973 | Tres eran tres                   | 13         |
| 1974      | Mundo pop                        | Desconegut |
| 1974-1975 | Suspiros de España               | 5          |
| 1975      | El teatro                        | 1          |
| 1975      | A simple vista                   | Desconegut |
| 1976      | Novela                           | 20         |
| 1978      | El hotel de mil y una estrellas  | 11         |
| 1979      | Estudio 1                        | 1          |
| 1982      | Teatro                           | 1          |
| 1983-1984 | Lecciones de tocador             | 11         |
| 1986      | Media naranja                    | 12         |
| 1986      | Tarde de teatro                  | 1          |
| 1986-1987 | La voz humana                    | 2          |
| 1992      | Crónicas urbanas                 | 1          |
| 1994-1995 | El día que me quieras            | 2          |